# Le Ménil-Ciboult
Le Ménil-Ciboult (prononcé [ləmenisibu]) est une commune française, située dans le département de l'Orne en région Normandie, peuplée de 117 habitants.

## Géographie

### Localisation
La commune est en limite des bocages virois et flérien. Son bourg est à 5 km à l'ouest de Tinchebray.
Le territoire est traversé par la route départementale no 911 (ancienne route nationale 811) reliant Sourdeval à l'ouest à Tinchebay à l'est. C'est par cet axe que se fait ordinairement l'accès à la commune. Du bourg, on y accède par la D 269 se prolongeant vers Yvrandes au sud et menant à Truttemer-le-Grand au nord-ouest. Le nord du territoire est traversé par la D 816 reliant Saint-Quentin-les-Chardonnets à l'ouest à la D 911.
Le Ménil-Ciboult est dans le bassin de l'Orne, par son sous-affluent le Noireau qui traverse puis délimite au sud-ouest le territoire à l'état de ruisseau. Ses premiers affluents collectent les eaux du sud du territoire communal tandis que deux autres sillonnent le nord : le Vautigé et la Jouvine, cette dernière marquant la limite départementale au nord. Le bourg est un peu au nord de la ligne de partage des eaux entre le bassin direct du Noireau et celui du Vautigé.
Le point culminant (320/322 m) se situe au sud-ouest, près du lieu-dit Landrepôtre. Le point le plus bas (245 m) correspond à la sortie du Noireau du territoire, à l'est. La commune est bocagère.
| Vire Normandie (comm. dél. de Truttemer-le-Petit, Calvados)                               | Vire Normandie (comm. dél. de Truttemer-le-Petit, Calvados) | Saint-Quentin-les-Chardonnets                |
| Vire Normandie (comm. dél. de Truttemer-le-Petit, Calvados), Saint-Christophe-de-Chaulieu | du Ménil-Ciboult                                            | Tinchebray-Bocage (comm. dél. de Tinchebray) |
| Saint-Christophe-de-Chaulieu, Tinchebray-Bocage (comm. dél. de Saint-Jean-des-Bois)       | Tinchebray-Bocage (comm. dél. de Saint-Jean-des-Bois)       | Tinchebray-Bocage (comm. dél. de Tinchebray) |

### Hydrographie
La commune est traversée par la ligne de partage des eaux entre les bassins hydrographiques Seine-Normandie et Loire-Bretagne. Elle est drainée par le Noireau, la Jouvine, le ruisseau de Vautige, le cours d'eau 01 de la Dierrie, le cours d'eau 14 du Moulin, le ruisseau de Vautigé et un autre petit cours d'eau,.
Le Noireau, d'une longueur de 43 km, prend sa source dans la commune de Saint-Christophe-de-Chaulieu et se jette  dans l'Orne à Ménil-Hubert-sur-Orne, après avoir traversé 15 communes. 

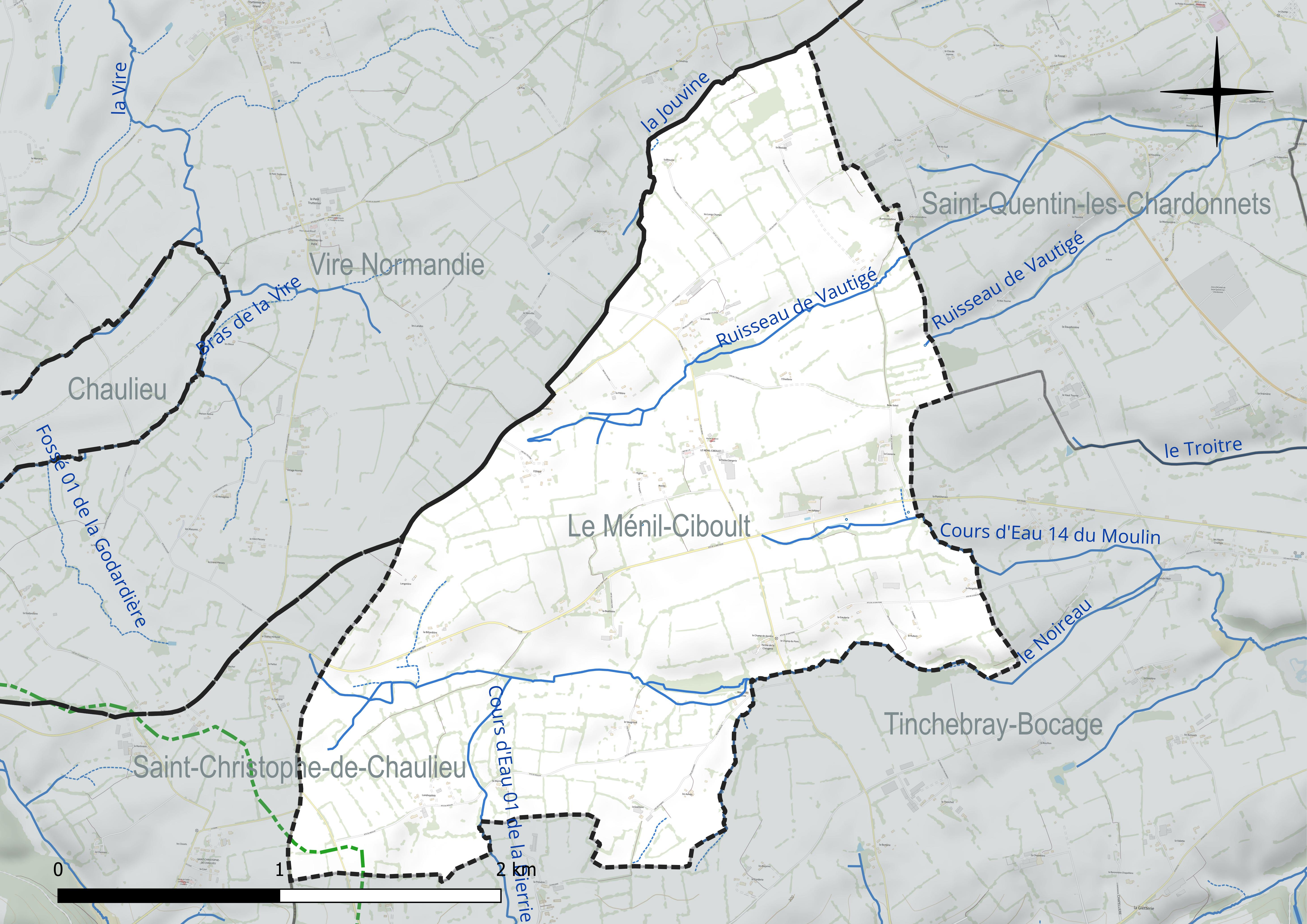
Réseau hydrographique du Ménil-Ciboult.

### Climat
Pour des articles plus généraux, voir Climat de la Normandie et Climat de l'Orne.
En 2010, le climat de la commune est de type climat océanique altéré, selon une étude du CNRS s'appuyant sur une série de données couvrant la période 1971-2000. En 2020, Météo-France publie une typologie des climats de la France métropolitaine dans laquelle la commune est exposée à un climat océanique et est dans la région climatique Normandie (Cotentin, Orne), caractérisée par une pluviométrie relativement élevée (850 mm/a) et un été frais (15,5 °C) et venté. Parallèlement le GIEC normand, un groupe régional d’experts sur le climat, différencie quant à lui, dans une étude de 2020, trois grands types de climats pour la région Normandie, nuancés à une échelle plus fine par les facteurs géographiques locaux. La commune est, selon ce zonage, exposée à un « climat contrasté des collines », correspondant au Bocage normand, bien arrosé, voire très arrosé sur les reliefs les plus exposés au flux d’ouest, et frais en raison de l’altitude.
Pour la période 1971-2000, la température annuelle moyenne est de 10,2 °C, avec une amplitude thermique annuelle de 13,7 °C. Le cumul annuel moyen de précipitations est de 1 110 mm, avec 14,6 jours de précipitations en janvier et 9 jours en juillet. Pour la période 1991-2020, la température moyenne annuelle observée sur la station météorologique la plus proche, située sur la commune de Vire Normandie à 11 km à vol d'oiseau, est de 11,3 °C et le cumul annuel moyen de précipitations est de 931,4 mm,. Pour l'avenir, les paramètres climatiques de la commune estimés pour 2050 selon différents scénarios d’émission de gaz à effet de serre sont consultables sur un site dédié publié par Météo-France en novembre 2022.

## Urbanisme

### Typologie
Au 1er janvier 2024, Le Ménil-Ciboult est catégorisée commune rurale à habitat très dispersé, selon la nouvelle grille communale de densité à sept niveaux définie par l'Insee en 2022.
Elle est située hors unité urbaine. Par ailleurs la commune fait partie de l'aire d'attraction de Flers, dont elle est une commune de la couronne,. Cette aire, qui regroupe 38 communes, est catégorisée dans les aires de 50 000 à moins de 200 000 habitants,.

### Occupation des sols
L'occupation des sols de la commune, telle qu'elle ressort de la base de données européenne d’occupation biophysique des sols Corine Land Cover (CLC), est marquée par l'importance des territoires agricoles (100 % en 2018), une proportion identique à celle de 1990 (100 %). La répartition détaillée en 2018 est la suivante : 
prairies (73,2 %), terres arables (25,7 %), zones agricoles hétérogènes (1,1 %). L'évolution de l’occupation des sols de la commune et de ses infrastructures peut être observée sur les différentes représentations cartographiques du territoire : la carte de Cassini (XVIIIe siècle), la carte d'état-major (1820-1866) et les cartes ou photos aériennes de l'IGN pour la période actuelle (1950 à aujourd'hui).

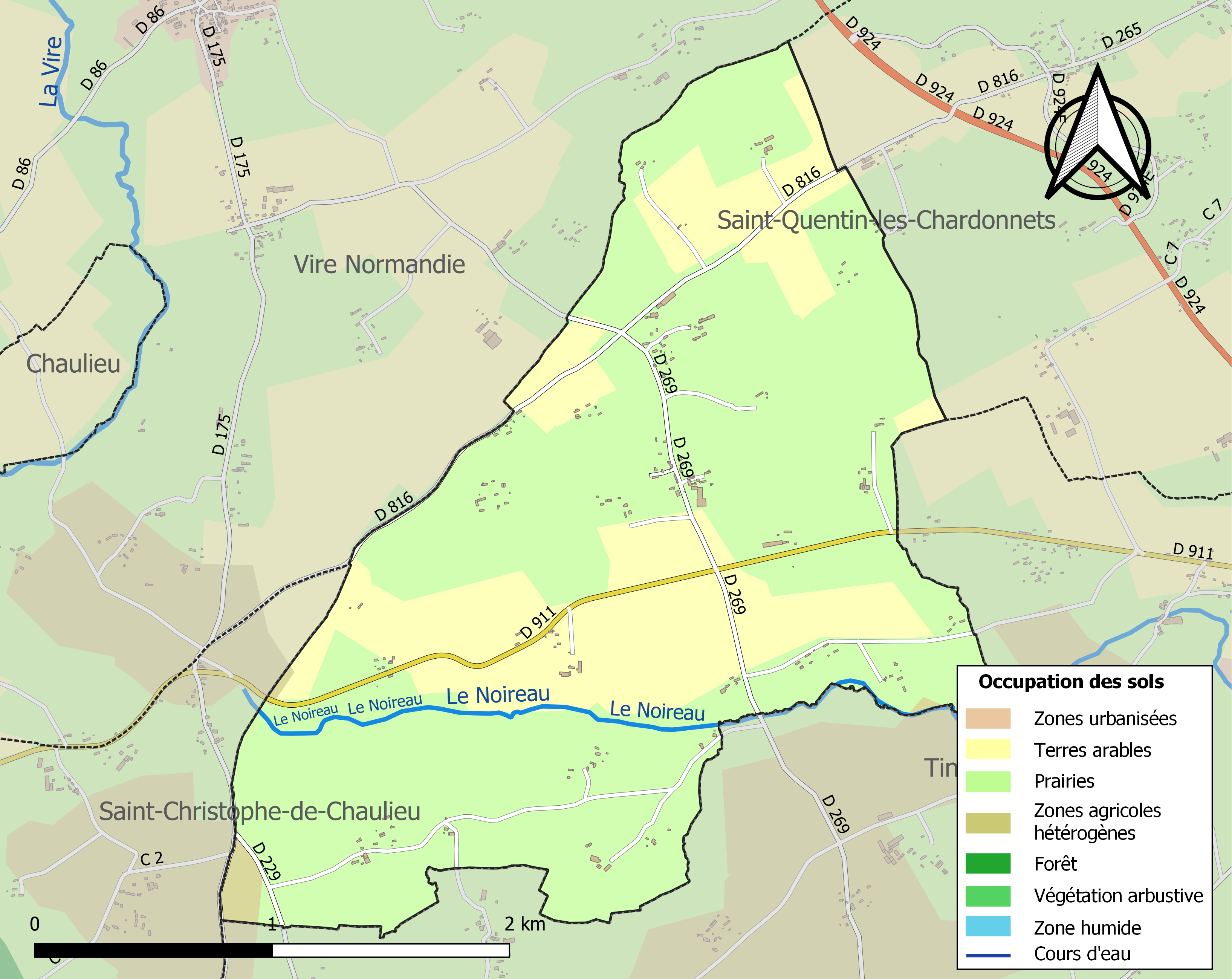
Carte des infrastructures et de l'occupation des sols de la commune en 2018 (CLC).

## Toponymie
Le nom de la localité est attesté sous les formes Mesnil Ciboult en 1793, Le Menil-Ciboult en 1801.
L'ancien français mesnil, « domaine rural », est à l'origine de nombreux toponymes, notamment en Normandie. Dans l'Orne, un préfet a décidé de modifier les Mesnil en Ménil.
L'origine de Ciboult est obscure, il pourrait s'agir d'un anthroponyme.
Le toponyme se prononce [ləmenisibu]).

## Politique et administration
| Période                                  | Période    | Identité            | Étiquette | Qualité     |
| ---------------------------------------- | ---------- | ------------------- | --------- | ----------- |
| juin 1995                                | mars 2001  | Louis Le Teinturier | SE        |             |
| mars 2001                                | avril 2014 | Maurice Lebrun      | SE        | Agriculteur |
| avril 2014                               | En cours   | Philippe Lepont     | SE        | Agriculteur |
| Les données manquantes sont à compléter. |            |                     |           |             |

Le conseil municipal est composé de onze membres.

## Démographie
L'évolution du nombre d'habitants est connue à travers les recensements de la population effectués dans la commune depuis 1793. Pour les communes de moins de 10 000 habitants, une enquête de recensement portant sur toute la population est réalisée tous les cinq ans, les populations de référence des années intermédiaires étant quant à elles estimées par interpolation ou extrapolation. Pour la commune, le premier recensement exhaustif entrant dans le cadre du nouveau dispositif a été réalisé en 2008.
En 2022, la commune comptait 117 habitants, en évolution de −9,3 % par rapport à 2016 (Orne : −3,21 %, France hors Mayotte : +2,11 %).
Le Ménil-Ciboult a compté jusqu'à 522 habitants en 1821.
| 1793 | 1800 | 1806 | 1821 | 1831 | 1836 | 1841 | 1846 | 1851 |
| ---- | ---- | ---- | ---- | ---- | ---- | ---- | ---- | ---- |
| 402  | 433  | 518  | 522  | 422  | 380  | 388  | 369  | 328  |

| 1856 | 1861 | 1866 | 1872 | 1876 | 1881 | 1886 | 1891 | 1896 |
| ---- | ---- | ---- | ---- | ---- | ---- | ---- | ---- | ---- |
| 330  | 342  | 341  | 318  | 306  | 291  | 291  | 258  | 241  |

| 1901 | 1906 | 1911 | 1921 | 1926 | 1931 | 1936 | 1946 | 1954 |
| ---- | ---- | ---- | ---- | ---- | ---- | ---- | ---- | ---- |
| 240  | 231  | 228  | 219  | 230  | 227  | 189  | 203  | 204  |

| 1962 | 1968 | 1975 | 1982 | 1990 | 1999 | 2006 | 2008 | 2013 |
| ---- | ---- | ---- | ---- | ---- | ---- | ---- | ---- | ---- |
| 174  | 154  | 131  | 141  | 118  | 126  | 118  | 115  | 131  |

| 2018 | 2022 | - | - | - | - | - | - | - |
| ---- | ---- | - | - | - | - | - | - | - |
| 114  | 117  | - | - | - | - | - | - | - |

## Lieux et monuments

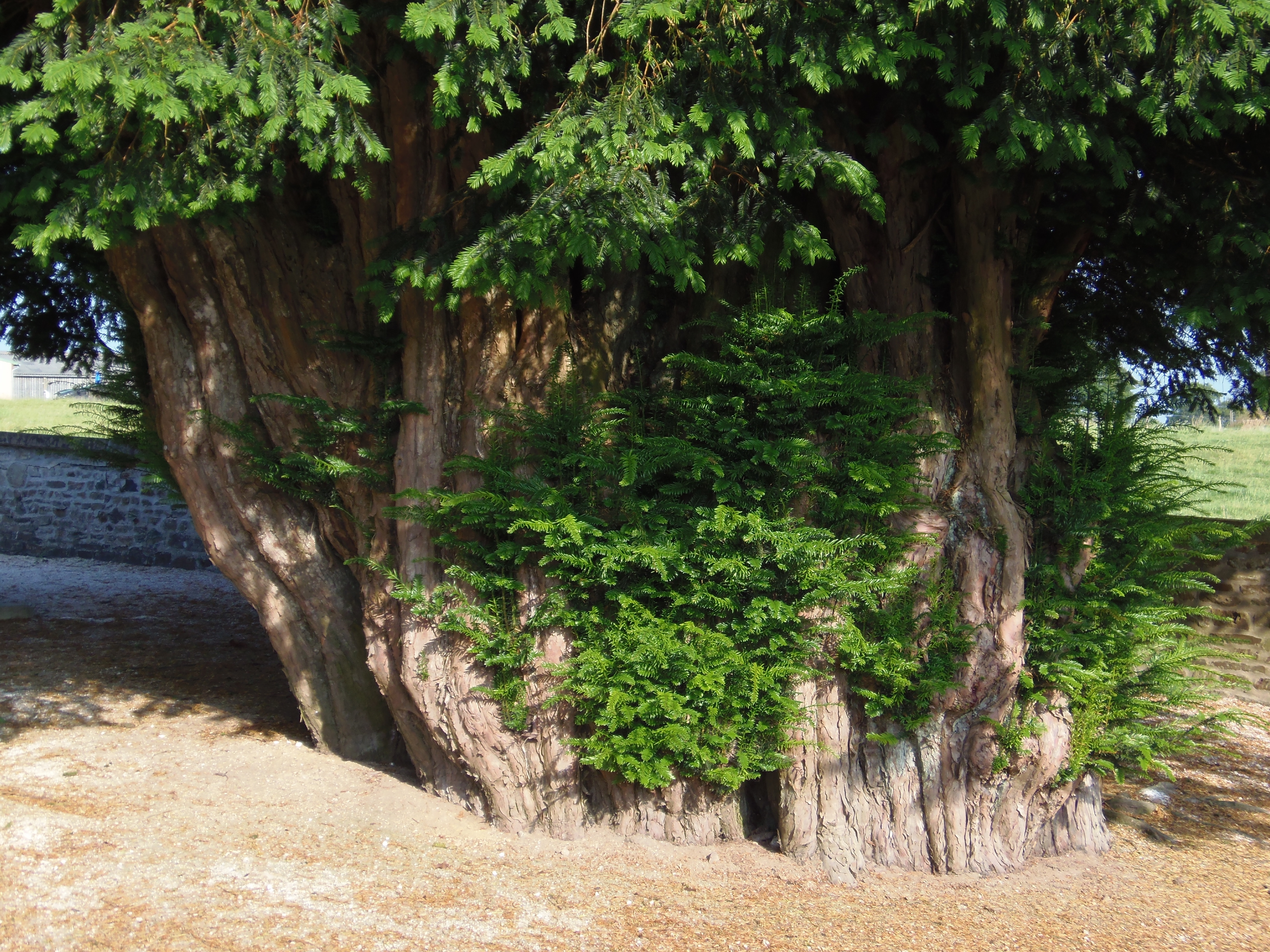
Le tronc de l'if millénaire.

- Église Notre-Dame-de-la-Nativité (XIXe siècle).
- If millénaire dans le cimetière.